# VfR Aalen
VfR Aalen is een Duitse voetbalvereniging uit de stad Aalen, deelstaat Baden-Württemberg. De club promoveerde in het seizoen 2011/2012 voor het eerst in zijn geschiedenis naar de 2. Bundesliga.

## Geschiedenis
De Verein für Rasenspiele Aalen werd op 8 maart 1921 opgericht. Van 1939 tot 1945 kwam de club uit in de Gauliga Württemberg, het toenmalige hoogste niveau. In die periode behaalde de vereniging tweemaal de 5de plaats in de eindrangschikking.
Na de Tweede Wereldoorlog speelde de club nooit meer op het hoogste niveau. Slechts in het seizoen 1951/52 speelde Aalen in de 2de Liga Süd, maar degradeerde prompt als laatste in de eindklassering. Overwegend kwam de club uit in de diverse toenmalige amateur Oberliga's, alwaar men 4 kampioenschappen kon vieren. Meest recentelijk was dat in 1999, waarmee de vereniging promotie afdwong naar de Regionalliga Süd, waarvan VfR Aalen sindsdien deel uitmaakt.
De beste klassering was de 4de plaats in 2002 en 2008. Door deze laatste klassering plaatste de club zich voor de nieuw gevormde 3. Liga die in het seizoen 2008/2009 van start ging. Na één seizoen degradeerde de club. In het seizoen 2009/10 kon Aalen echter kampioen worden in de Regionalliga waardoor men terug promotie afdwong naar de 3. Liga.
Na twee jaar op het derde niveau gespeeld te hebben werd de club verrassend vice-kampioen achter Sandhausen en promoveerde zo voor het eerst in zijn geschiedenis naar de 2. Bundesliga. In 2015 degradeerde de club.

## Erelijst
- Kampioen Amateurliga

1951 (Württemberg), 1974, 1975 (Nordwürttemberg)
- Kampioen Oberliga Baden-Württemberg

1999
- Winnaar WFV-Pokal

1972, 1979, 1986, 2001, 2002, 2004, 2010

## Stadion
De thuiswedstrijden worden sinds 1949 afgewerkt in de Ostalb Arena. Het stadion heette eerder het VfR-Stadion im Rohrwang en vanaf 1 september 1988 de naam Waldstadion Aalen droeg. Voor de nagestreefde promotie naar de 2. Bundesliga werd het stadion in 2002/2003 compleet gerenoveerd en bood toen aan 11.000 toeschouwers plaats. Later droeg het de naam Scholz-Arena. Na de laatste verbouwing in 2014 werd het stadion uitgebreid naar 14.500 plaatsen en kreeg het de naam Ostalb Arena.
Het stadion diende reeds als speelplaats voor het Europees Kampioenschap voor vrouwenvoetbal en de DFB-Liga-Pokal.

## Eindklasseringen vanaf 1964 (grafisch)
- 1964 14e
Niveau 3
- 1965 5e
Niveau 3
- 1966 3e
Niveau 3
- 1967 11e
Niveau 3
- 1968 14e
Niveau 3
- 1969 2e
Niveau 4
- 1970 2e
Niveau 4
- 1971 1e
Niveau 4
- 1972 1e
Niveau 3
- 1973 2e
Niveau 3
- 1974 1e
Niveau 3
- 1975 1e
Niveau 3
- 1976 3e
Niveau 3
- 1977 14e
Niveau 3
- 1978 4e
Niveau 5
- 1979 1e
Niveau 5
- 1980 1e
Niveau 4
- 1981 16e
Oberliga
- 1982 6e
Niveau 4
- 1983 1e
Niveau 4
- 1984 6e
Oberliga
- 1985 6e
Oberliga
- 1986 6e
Oberliga
- 1987 16e
Oberliga
- 1988 2e
Niveau 4
- 1989 10e
Oberliga
- 1990 17e
Oberliga
- 1991 7e
Niveau 4
- 1992 8e
Niveau 4
- 1993 2e
Niveau 4
- 1994 11e
Oberliga
- 1995 10e
Oberliga
- 1996 4e
Oberliga
- 1997 7e
Oberliga
- 1998 6e
Oberliga
- 1999 1e
Oberliga
- 2000 10e
Regionalliga
- 2001 7e
Regionalliga
- 2002 4e
Regionalliga
- 2003 10e
Regionalliga
- 2004 6e
Regionalliga
- 2005 12e
Regionalliga
- 2006 6e
Regionalliga
- 2007 6e
Regionalliga
- 2008 4e
Regionalliga
- 2009 19e
3. Liga
- 2010 1e
Regionalliga
- 2011 16e
3. Liga
- 2012 2e
3. Liga
- 2013 9e
2. Bundesliga
- 2014 11e
2. Bundesliga
- 2015 18e
2. Bundesliga
- 2016 15e
3. Liga
- 2017 11e
3. Liga
- 2018 12e
3. Liga
- 2019 20e
3. Liga
- 2020 14e
Regionalliga
- 2021 13e
Regionalliga
- 2022 12e
Regionalliga
- 2023 15e
Regionalliga
- 2024 3e
Oberliga
- 2025 4e
Oberliga

- Niveau 2
- Niveau 3
- Niveau 4
- Niveau 5

| Legenda niveautijdlijn | Legenda niveautijdlijn      | Legenda niveautijdlijn      | Legenda niveautijdlijn      | Legenda niveautijdlijn    | Legenda niveautijdlijn |
| Liga                   | Seizoen 1963/64 t/m 1973/74 | Seizoen 1974/75 t/m 1993/94 | Seizoen 1994/95 t/m 2007/08 | Seizoen 2008/09 tot heden | Opmerking              |
| ---------------------- | --------------------------- | --------------------------- | --------------------------- | ------------------------- | ---------------------- |
| Bundesliga             | Niveau I                    | Niveau I                    | Niveau I                    | Niveau I                  |                        |
| 2. Bundesliga          | --                          | Niveau II                   | Niveau II                   | Niveau II                 |                        |
| 3. Liga                | --                          | --                          | --                          | Niveau III                |                        |
| Regionalliga           | Niveau II                   | --                          | Niveau III                  | Niveau IV                 |                        |
| Oberliga               | --                          | Niveau III *                | Niveau IV                   | Niveau V                  | * vanaf 1978/79        |

## Seizoensresultaten vanaf 1964
| Seizoen | Competitie                       | Niveau | Eindstand | DFB Pokal | Opmerking                                                                   |
| ------- | -------------------------------- | ------ | --------- | --------- | --------------------------------------------------------------------------- |
| 1963/64 | 1. Amateurliga Württemberg       | III    | 14        | --        |                                                                             |
| 1964/65 | 2. Amateurliga Württemberg Gr. 3 | IV     | 5         | --        |                                                                             |
| 1965/66 | 2. Amateurliga Württemberg Gr. 3 | IV     | 3         | --        |                                                                             |
| 1966/67 | 2. Amateurliga Württemberg Gr. 3 | IV     | 11        | --        |                                                                             |
| 1967/68 | 2. Amateurliga Württemberg Gr. 3 | IV     | 14        | --        |                                                                             |
| 1968/69 | A-Klasse Kocher/Rems             | V      | 2         | --        |                                                                             |
| 1969/70 | A-Klasse Kocher/Rems             | V      | 2         | --        |                                                                             |
| 1970/71 | A-Klasse Kocher/Rems             | V      | 1         | --        |                                                                             |
| 1971/72 | 2. Amateurliga Württemberg Gr. 3 | IV     | 1         | --        | winnaar WFV-Pokal > FV Ravensburg: 5-3                                      |
| 1972/73 | 1. Amateurliga Nordwürttemberg   | III    | 2         | --        | Liga-toposcorer: Erwin Hadewicz (26)                                        |
| 1973/74 | 1. Amateurliga Nordwürttemberg   | III    | 1         | --        | play-off Württembergs kampioenschap > SSV Reutlingen: 1-2                   |
| 1974/75 | 1. Amateurliga Nordwürttemberg   | III    | 1         | --        | 3e in promotieserie met SSV Reutlingen, Offenburger FV en VfB Eppingen      |
| 1975/76 | 1. Amateurliga Nordwürttemberg   | III    | 3         | --        |                                                                             |
| 1976/77 | 1. Amateurliga Nordwürttemberg   | III    | 14        | --        |                                                                             |
| 1977/78 | 2. Amateurliga Württemberg Gr. 3 | IV     | 4         | --        |                                                                             |
| 1978/79 | Landesliga Württemberg Gr. 2     | V      | 1         | --        | winnaar WFV-Pokal > FV Biberach: 1-0                                        |
| 1979/80 | Verbandsliga Württemberg         | IV     | 1         | 1e ronde  | < SG Union Solingen: 1-3                                                    |
| 1980/81 | Oberliga Baden-Württemberg       | III    | 16        | --        |                                                                             |
| 1981/82 | Verbandsliga Württemberg         | IV     | 6         | --        |                                                                             |
| 1982/83 | Verbandsliga Württemberg         | IV     | 1         | --        |                                                                             |
| 1983/84 | Oberliga Baden-Württemberg       | III    | 6         | --        |                                                                             |
| 1984/85 | Oberliga Baden-Württemberg       | III    | 6         | --        |                                                                             |
| 1985/86 | Oberliga Baden-Württemberg       | III    | 6         | --        | winnaar WFV-Pokal > TSG Giengen: 2-2 (7-6 n.s.)                             |
| 1986/87 | Oberliga Baden-Württemberg       | III    | 16        | 1e ronde  | < Fortuna Düsseldorf: 0-2; finalist WFV-Pokal > TSG Giengen: 1-5            |
| 1987/88 | Verbandsliga Württemberg         | IV     | 2         | 1e ronde  | < Alemannia Aachen: 1-2; promotie play-off > FV Wiesental: 1-1 / 1-0        |
| 1988/89 | Oberliga Baden-Württemberg       | III    | 10        | --        |                                                                             |
| 1989/90 | Oberliga Baden-Württemberg       | III    | 17        | --        |                                                                             |
| 1990/91 | Verbandsliga Württemberg         | IV     | 7         | --        |                                                                             |
| 1991/92 | Verbandsliga Württemberg         | IV     | 8         | --        | finalist WFV-Pokal > SSV Ulm 1846: 2-3 n.v.                                 |
| 1992/93 | Verbandsliga Württemberg         | IV     | 2         | 1e ronde  | < FC 08 Homburg: 1-2; promotie play-off > FC Rastatt 04: 2-1 / 1-1          |
| 1993/94 | Oberliga Baden-Württemberg       | III    | 11        | --        |                                                                             |
| 1994/95 | Oberliga Baden-Württemberg       | IV     | 10        | --        | herinvoering Regionalliga                                                   |
| 1995/96 | Oberliga Baden-Württemberg       | IV     | 4         | --        |                                                                             |
| 1996/97 | Oberliga Baden-Württemberg       | IV     | 7         | --        |                                                                             |
| 1997/98 | Oberliga Baden-Württemberg       | IV     | 6         | --        |                                                                             |
| 1998/99 | Oberliga Baden-Württemberg       | IV     | 1         | --        | finalist WFV-Pokal > SSV Reutlingen 05: 1-2 n.v.                            |
| 1999/00 | Regionalliga Süd                 | III    | 10        | --        |                                                                             |
| 2000/01 | Regionalliga Süd                 | III    | 7         | --        | winnaar WFV-Pokal > SSV Ulm 1846-amateurs: 2-0                              |
| 2001/02 | Regionalliga Süd                 | III    | 4         | 1e ronde  | < Rot-Weiß Oberhausen: 0-2; winnaar WFV-Pokal > VfB Stuttgart-amateurs: 2-0 |
| 2002/03 | Regionalliga Süd                 | III    | 10        | 1e ronde  | < Hannover 96: 2-3 n.v.                                                     |
| 2003/04 | Regionalliga Süd                 | III    | 6         | --        | winnaar WFV-Pokal > FSV 08 Bissingen: 8-0                                   |
| 2004/05 | Regionalliga Süd                 | III    | 12        | 1e ronde  | < 1. FSV Mainz 05: 2-5                                                      |
| 2005/06 | Regionalliga Süd                 | III    | 6         | --        |                                                                             |
| 2006/07 | Regionalliga Süd                 | III    | 6         | --        |                                                                             |
| 2007/08 | Regionalliga Süd                 | III    | 4         | --        |                                                                             |
| 2008/09 | 3. Liga                          | III    | 19        | --        | invoering 3. Liga                                                           |
| 2009/10 | Regionalliga Süd                 | IV     | 1         | --        | winnaar WFV-Pokal > FV Illertissen: 4-1                                     |
| 2010/11 | 3. Liga                          | III    | 16        | 1e ronde  | < FC Schalke 04: 1-2                                                        |
| 2011/12 | 3. Liga                          | III    | 2         | --        |                                                                             |
| 2012/13 | 2. Bundesliga                    | II     | 9         | 2e ronde  | < Borussia Dortmund: 1-4                                                    |
| 2013/14 | 2. Bundesliga                    | II     | 11        | 2e ronde  | < VfL Wolfsburg: 0-2                                                        |
| 2014/15 | 2. Bundesliga                    | II     | 18        | 8e finale | < TSG 1899 Hoffenheim: 0-2                                                  |
| 2015/16 | 3. Liga                          | III    | 15        | 1e ronde  | < 1. FC Nürnberg: 0-0 (1-2 n.s.)                                            |
| 2016/17 | 3. Liga                          | III    | 11        | --        | 9 punten aftrek ivm faillissement, anders als 5e geëindigd                  |
| 2017/18 | 3. Liga                          | III    | 12        | --        |                                                                             |
| 2018/19 | 3. Liga                          | III    | 20        | --        |                                                                             |
| 2019/20 | Regionalliga Südwest             | IV     | 14        | --        | competitie afgebroken i.v.m. coronapandemie                                 |
| 2020/21 | Regionalliga Südwest             | IV     | 13        | --        |                                                                             |
| 2021/22 | Regionalliga Südwest             | IV     | 12        | --        |                                                                             |
| 2022/23 | Regionalliga Südwest             | IV     | 15        | --        |                                                                             |
| 2023/24 | Regionalliga Südwest             | IV     | 15        | --        | winnaar WFV-Pokal > SG Sonnenhof Großaspach: 4-1                            |
| 2024/25 | Oberliga Baden-Württemberg       | V      | 3         | 1e ronde  | < FC Schalke 04: 0-2                                                        |
| 2025/26 | Oberliga Baden-Württemberg       | V      | .         | --        |                                                                             |

## Bekende (ex-)spelers
- Kristoffer Andersen
- Marcel Appiah
- Joel Pohjanpalo